# Каннингем

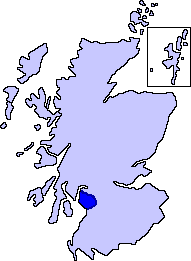
Примерные границы исторической области Каннингем

Ка́ннингем (гэльск. Coineagan (возможно, от имени короля Гододина Кунеды); англ. Cunninghame) — историческая область на юго-западе Шотландии на побережье залива Ферт-оф-Клайд к северу от реки Эрвин и области Кайл. В настоящее время эта территория входит в состав области Норт-Эршир и частично Ист-Эршир.
Крупнейший город региона — Эрвин, на юге Каннингема, на побережье залива Ферт-оф-Клайд. На территории Каннингема находятся также город Ларгс, место знаменитой битвы между шотландцами и норвежскими викингами в 1263 году. Территория представляет собой холмистую равнину, на северо-западе доходящую, впрочем, до значительных высот. Основная река — Эрвин, вдоль южной границы с Кайлом. В недрах Каннингема исторически находились существенные запасы железа и каменного угля.
В древности территория Каннингема была заселена бриттскими племенами и вошла в состав королевства Стратклайд, просуществовавшего до 1018 года, когда Стратклайд был присоединён к Шотландии. В начале XII века Каннингем вошел в состав владений де Морвилей, лордов-констеблей Шотландии. Одновременно усилился местный клан Каннингемов, представители которого в 1488 году получили титул графов Гленкарна и играли важные роли во внутриполитических процессах в Шотландии в XVI веке: Гленкарны были последовательными сторонниками ориентации на Англию и лидерами шотландских пресвитериан. С территории Каннингема также ведут своё происхождение кланы Монтгомери, Уоллес (см. Уильям Уоллес), и Эрскин.